# ティモテウシュ・プハチ
- ティモテウス・プハッチ

ティモテウシュ・プハチ（Tymoteusz Puchacz、1999年1月22日 - ）は、ポーランド・ルブシュ県スレフフ出身のサッカー選手。プリマス・アーガイルFC所属。ポーランド代表。ポジションはディフェンダー。

## クラブ歴
2013年にレフ・ポズナンのユースアカデミーに入所。チームIIでのプレーを経て2017年にトップチームに昇格。同年5月17日のブルク＝ベット・テルマリカ・ニエチェツァ戦でプロデビュー。以降2年間はIリガ (2部リーグ)のチームにローン移籍でプレー。2019-20シーズン以降先発に定着し、同シーズンは35試合3ゴールを記録。翌シーズンも27試合1ゴールを記録し、評価を高め、2021年4月にはウニオン・ベルリンが、プハチの獲得に迫っていると報じられた。
2021年5月18日、ウニオン・ベルリンへの移籍が決まり、同年7月より加入することが発表された。しかし、リーグ戦出場もままならないまま2022年1月10日にトラブゾンスポルへの半年間のローン移籍となった。
2024年8月2日、ホルシュタイン・キールに移籍した。
2025年1月9日、プリマス・アーガイルFCへレンタル移籍した。レンタル移籍期間はシーズン終了までだが、完全移籍移行のオプションも付随している。

## 代表歴
ユース世代からポーランド代表に随時招集され、2019年には自国開催の2019 FIFA U-20ワールドカップにも出場。2021年にはUEFA EURO 2020のフル代表に初招集を受けた。2021年6月1日、EURO 2020開幕直前に行われたロシア代表とのフレンドリーマッチでフル代表デビューを飾った。